# 太平広記
『太平広記』（たいへいこうき）は、北宋時代に成立した類書のひとつ。『太平御覧』、『文苑英華』、『冊府元亀』とあわせて四大書と称せられる。太宗の勅命を奉じて李昉ら12名が太平興国2年（977年）から翌3年（978年）にかけて編纂したもので、全500巻、目録10巻。

## 概要
前漢から北宋初期までの奇談に類されるもの7000篇余りを集め、神仙・方士・名賢など92類に分類整理しており、小説の類書としては現存する最古のものである。巻首には引用書目として『史記』など計343種を列挙するが、採録しながら引用書目に漏れたものを加えると500種近くの引用が認められる。うち現存するものは235種であり、書名の明記とあわせて散逸した書物を保存していることで有用である。
南宋・元代の話本・雑劇や明・清代の小説・戯曲には、本書から題材をとったものも多く、中国における文学発展に大きな影響を与えている。高麗時代、一二五九年頃成立したとされる『翰林別曲』にも書名が登場し、さらに朝鮮へは李氏朝鮮の初期には『太平広記詳節』『太平広記諺解』が作られ、李朝漢文小説に影響を与えた。日本にも伝えられて翻訳・翻案され、『怪談全書』が作られた。
各条文に付けられている題名の多くが、話の一番初めに出てきた人物の名前を取ることを原則としている。人物名による題名が全体の約八割を占めており、収録に際して、元々題名がついていた作品であっても原題を無視して、この原則に従って改題を施している。
「枕中記」がその例として挙げられる。この話は、『太平広記』のほか、『文苑英華』にも収録されている。『太平広記』では「呂翁」と収録されている一方で、『文苑英華』では原題のまま「枕中記」として収録されている。
これは、原則に則ったからである。その証拠に、「枕中記」の冒頭は、「開元十九年、道者呂翁、…。」と続いており、初めに登場する人物が呂翁であることが分かる。

## 刊本
太平興国6年（981年）に版刻・出版されたが、不要不急の文章として増刷はされなかったため民間に流布するものは少なかった。明の嘉靖45年（1566年）に談愷が写本を元に版刻し、隆慶元年（1567年）にその修正版が出版された（談刻本）。さらに許自昌が修正したもの（許刻本）があり、清の乾隆年間（1736年 – 1795年）に黄晟が校訂して小型本として出版したもの（黄氏巾箱本）によって広まったとされる。
また、
- 清の陳仲魚が発見した宋本によって許刻本に校訂記入したもの（陳氏手校本）
- 孫潜が談刻本に宋本との異同を注記したもの（孫校本）
- 談刻本とは系統の異なる明代の写本（野竹斎鈔本、或いは明鈔本）

などがある。
1959年には汪紹楹が談刻本を底本として校勘したものが人民文学出版社から出版され、1961年に誤植を正したものが中華書局から出版されている。

## 構成
大類は92種、小類は約1500種の分類をしており、大類は以下の通り（各行に5類を記し、括弧内は収録巻数を示す）。
- 神仙(1-55)、女仙(56-70)、道術(71-75)、方士(76-80)、異人(81-86)
- 異僧(87-98)、釈証(99-101)、報応(102-134)、征応(135-145)、定数(146-160)
- 感応(161-162)、讖応(163)、名賢(164)、廉倹(165)、気義(166-168)
- 知人(169-170)、精察(171-172)、俊弁(173-174)、幼敏(175)、器量(176-177)
- 貢挙(178-184)、銓選(185-186)、職官(187)、権挱(188)、将帥(189-190)
- 驍勇(191-192)、豪侠(193-196)、博物(197)、文章(198-200)、才名(201)
- 儒行(202)、楽(203-205)、書(206-209)、画(210-214)、算術(215)
- 卜筮(216-217)、医(218-220)、相(221-224)、伎巧(225-227)、博戯(228)
- 器玩(229-232)、酒(233)、食(234)、交友(235)、奢侈(236-237)
- 詭詐(238)、諂佞(239-241)、謬誤(242)、治生(243)、褊急(244)
- 詼諧(245-252)、嘲誚(253-257)、嗤鄙(258-262)、無頼(263-264)、軽薄(265-266)
- 酷暴(267-269)、婦人(270-273)、情感(274)、童仆(275)、夢[4](276-282)
- 巫(283)、幻術(284-287)、妖妄(288-290)、神(291-315)、鬼(316-355)
- 夜叉(356-357)、神魂(358)、妖怪(359-367)、精怪(368-373)、霊異(374)
- 再生(375-386)、悟前生(387-388)、冢墓(389-390)、銘記(391-392)、雷(393-395)
- 雨(396)、山(397)、石(398)、水(399)、宝(400-405)
- 草木(406-417)、龍(418-425)、虎(426-431)、畜獣(446)、狐(447-455)
- 蛇(456-459)、禽鳥(460-463)、水族(463-472)[5]、昆虫(473-479)、蛮夷(480-483)
- 雑伝記(484-492)、雑録(493-500)

## 関連書籍
- 李昉等編『太平広記』（全10冊、中華書局、1961 ISBN 7101007333）

### 版本の考証
- 前野直彬『中国小説史考』（秋山書店、1975） - 同書の版本について詳細な検討を施したもの。
- 張国風『太平広記版本考述』（中華書局、2004） - 現存版本10種余りについての考証をもとに版本・引用書について詳論したものであり、付録資料として逸文・異文を添える。

### 訳本・訳注
以下はいずれも現代中国語訳のもの。
- 王汝濤主編『太平広記選』（上・下・続、斉魯書社、1980 – 1982）
- 荘葳・郭軍一『太平広記鈔』（上・中・下、中州書画社、1982 - 1983）
- 陸昕・郭力弓・任徳山主編『白話太平広記』（北京燕山出版社、1993）
- 周振甫主編『白話太平広記』（中州古籍出版社、1993）
- 高光・王小克・汪洋主編『文白対照全訳太平広記』（全5冊、天津古籍出版社、1994）
- 丁玉琤等主編『白話太平広記』（全5冊、河北教育出版社、1995）
- 堤保仁編『訳注太平広記』「鬼部」（星雲社、1998-2004）
- 西本芳男新釈・編集『新釈太平広記』「鬼部」（西本芳男、2003）
- 塩卓悟・河村晃太郎編『訳注太平広記婦人部』（汲古書院、2004）
- 今場正美・尾崎裕著『「太平広記」夢部訳注稿』（中国芸文研究会、2005）

### 索引
- 鄭嗣禹『太平広記篇目及引書引得』（燕京大学図書館引得編纂処、1934）
- 周次吉『太平広記人名書名索引』（芸文印書館、1973）
- 王秀梅・王泓冰編『太平広記索引』（中華書局、1996）